# Eventyr (Once Upon a Time)
Eventyr (Once Upon a Time) est un poème symphonique pour orchestre composé par Frederick Delius en 1917. La première a lieu à Londres le 11 janvier 1919, sous la direction de Sir Henry Wood. Eventyr signifie aventure, once upon a time signifie il était une fois, cette pièce s'inspire d'un conte de fée norvégien.

## Analyse
Après une introduction de vingt mesures, un thème fantastique est d'abord joué par les bassons puis par les autres vents. Le deuxième sujet est présenté par les cordes et gagne en intensité avec l'ajout d'un autre thème en contrepoint. Plusieurs des moments paroxystiques suivent, avant la création d'un monde féérique dominé par un thème chromatique descendant aux cordes, au célesta et à la harpe. La pièce se termine avec la reprise des thèmes du début suivie par une partie de fin calme.